# Чіно Морено
Чіно Морено (ісп. Chino Moreno, справжнє ім'я Камілло Вонг Морено (ісп. Camillo Wong Moreno), нар. 20 червня 1973 року, Сакраменто) — американський музикант. Більш відомий як вокаліст та гітарист гурту Deftones. Також є учасником таких проєктів, як Team Sleep, Crosses, Palms та Saudade.
Морено відомий своїми незвичайними вокальними техніками, драматичним тенором та яскравим скримом. У 2007 він зайняв 51-е місце у списку «Top 100 Metal Vocalists of All Time» («Топ 100 метал-вокалістів усіх часів») за версією американського музичного магазину Hit Parader.

## Раннє життя
Морено народився у Сакраменто, Каліфорнія другим із п'яти дітей у сім'ї батька іспанця та матері китаянки. Прізвисько "Чіно", отримав через іспанський термін "чініто", що означає "китаєць", так як на думку його латиноамериканських родичів він не був схожий на них, швидше виглядаючи як азіат.
Музикант виріс в Оак-Парк, де пішов у середню школу McClatchy High School, познайомившись з однокласниками Ейбом Канінгемом та Стівеном Карпентером, з якими у 1988 році заснував гурт Deftones.
Перед професійною музичною кар'єрою, Чіно певний час працював у студії звукозапису Tower Records, у відділені відправок.

## Дискографія

### Deftones
- Adrenaline (1995)
- Around the Fur (1997)
- White Pony (2000)
- Deftones (2003)
- Saturday Night Wrist (2006)
- Diamond Eyes (2010)
- Koi No Yokan (2012)
- Gore (2016)
- Ohms (2020)

### Team Sleep
- Team Sleep (2005)
- Woodstock Sessions Vol. 4 (2015)

### Crosses
- EP 1 (2011)
- EP 2 (2012)
- Crosses (2014)

### Palms
- Palms (2013)